# Старшина (фільм)
«Старшина» (рос. «Старшина») — російський радянський художній фільм 1978 року про німецько-радянську війну 1941-1945 рр..

## Зміст
Старшина Кацуба після відновлення сил у лікарні покидає діючу армію, щоб стати наставником для молодих людей і розкривати їм премудрості бойових дій. Юнаки займаються в авіаучилищі, а ось до методів і манер старшини ставляться скептично, вважаючи їх надмірно упередженими, незаслуженими і вимогливими.

## В ролях
- Володимир Гостюхін — старшина Кацуба
- Наталія Сайко — Наташа
- Олександр Васильєв — курсант Нікольський
- Анатолій Горін — курсант Тараскін
- Олександр Жданов — курсант Чеботар
- Андрій Данилов — курсант Саня Сергієв
- Рамаз Абушідзе — курсант Менджерідзе
- Володимир Юр'єв — курсант Лісаєв
- Павло Кашлаков — полковник Єгоров
- Ігор Комаров — генерал Лежієв
- Іван Бортник — Іван Ніканорич
- Микола Лавров — капітан Хижняк
- Дмитро Ладигін — молодший лейтенант Пугачов
- Ігор Єфімов —полковник зі штабу армії
- Валерій Миронов — лейтенант
- Микита Михайловський — танкіст

## Знімальна група
- Режисер: Микола Кошелєв
- Сценарій: Володимир Кунін
- Оператор: Олексій Гамбарян
- Композитор: Ігор Цвєтков
- Художник-постановник: Георгій Кропачов
- Художник-декоратор: Віктор Іванов
- Звукорежисер: Гаррі Бєленький
- Тексти пісень: Олександр Твардовський
- Монтаж: Анна Бабушкіна
- Костюми: Н. Холмова

## Нагороди
- 1980 Сценарист Володимир Кунін, режисер Микола Кошелєв, оператор Олексій Гамбарян, актор Володимир Гостюхін за створення фільму «Старшина» були удостоєні срібних медалей імені Олександра Довженко.

## Цікаві факти
Фільм за визнанням Володимира Гостюхіна залишається одним з найулюбленіших для актора:

«Напевно, по людському характеру цей герой мені найближче і найбільше він висловлює мою людську суть. Такий тип людей, як старшина Кацуба, проходить через багатьох моїх ролей »

Старшина Кацуба - мій найкращий персонаж. Скажу більше, мій ідеал людини.
- Фільм у Росії виходив на ліцензійних відеокасетах (дистриб'ютор — «Восток В»).
- Багато цитат стали народними афоризмами. наприклад:

Наші Псков взяли! На Естонію пішли, зрозумів, салага! Гремя вогнем, виблискуючи блиском сталі!